# Phyteuma nigrum
Phyteuma nigrum — вид рослин з родини дзвоникових (Campanulaceae), батьківщиною є середня та східна Європа.

## Опис
Багаторічна трав'яниста рослина; прямі стебла, висотою до 50 см з базальними черешковими листками й серцеподібними пластинами. Стеблові листки рідко розміщені, ланцетні й поступово стають вузькими (як приквітки). Цвіте з травня по червень чорно-фіолетовим квітом.

## Поширення
Поширений у таких країнах: Австрія, Білорусь, Бельгія, Чехія, Франція, Німеччина, північна частина єврєпейської Росії.

## Галерея

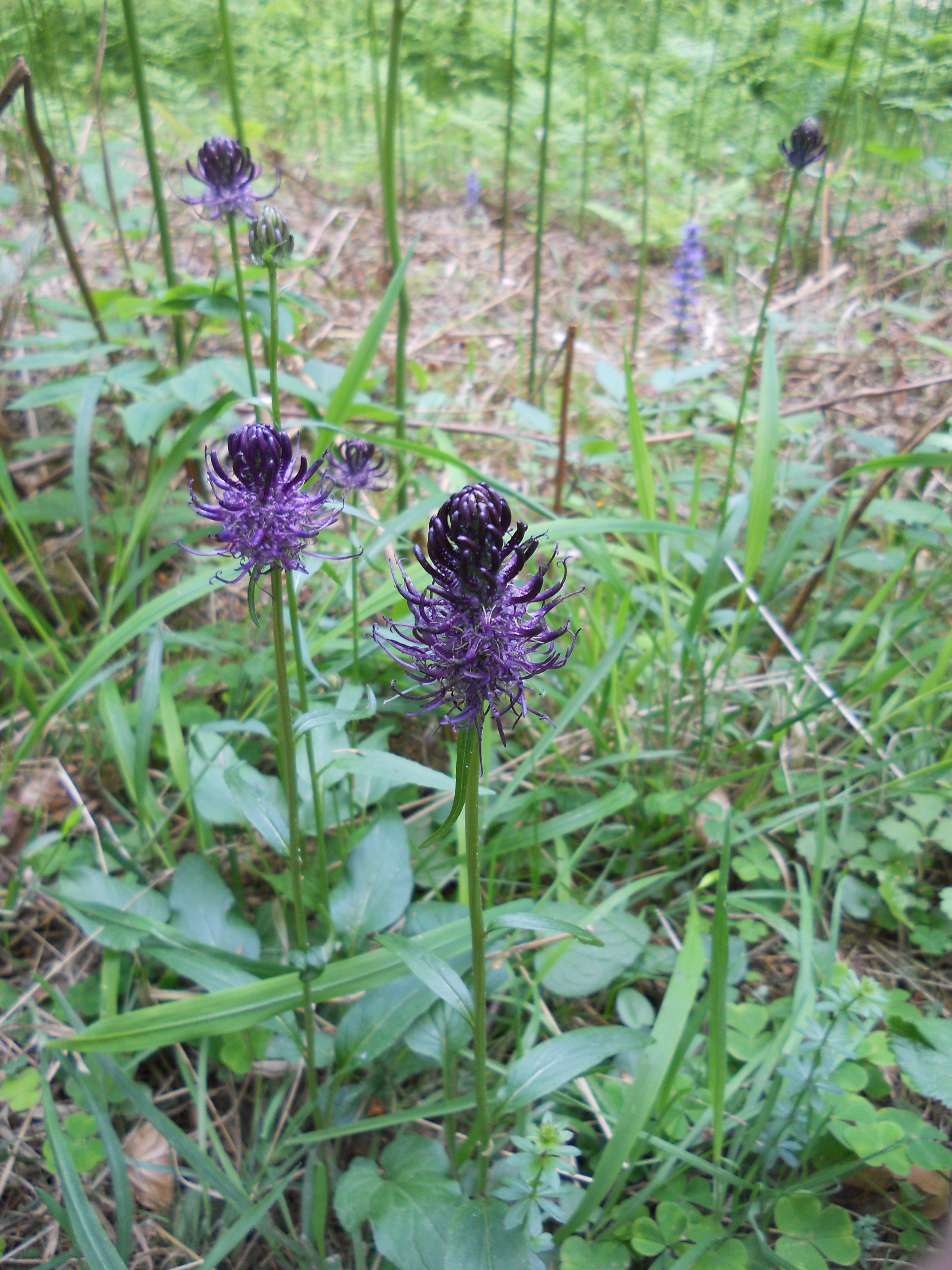
рослина у середовищі проживання
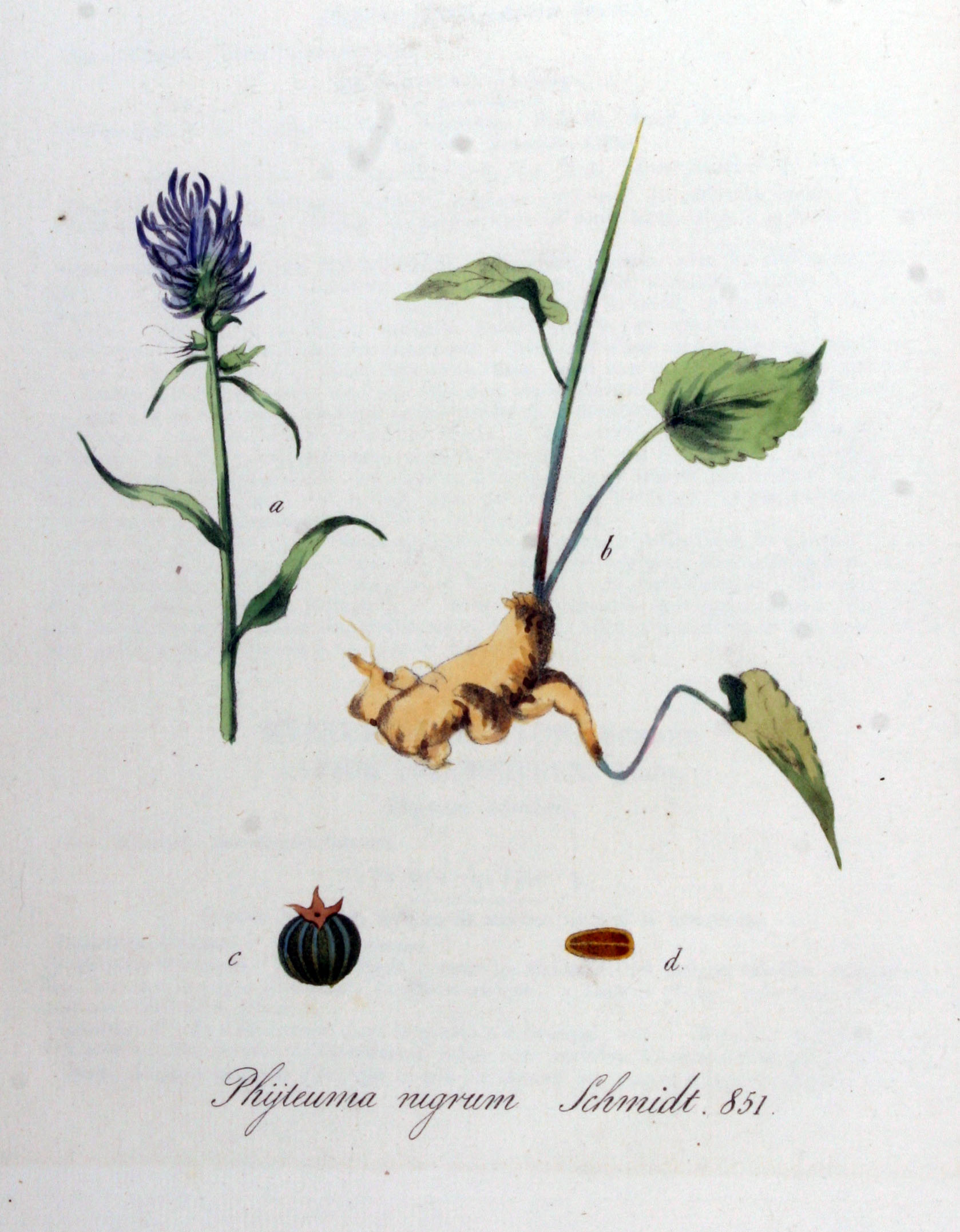
ілюстрація